# El Carmen Rivero Tórrez
El Carmen Rivero Tórrez è un comune (municipio in spagnolo) della Bolivia nella provincia di Germán Busch (dipartimento di Santa Cruz) con 5.054 abitanti (dato 2010).

## Cantoni
Il comune è suddiviso in 2 cantoni:
- El Carmen
- Santa Ana